# Ludoil Energy SpA
Ludoil Energy S.p.A. è un’azienda italiana attiva nel settore energetico, con sede legale a Milano. Fondata il 9 giugno 1998 da Donato Ammaturo con la denominazione originaria Ludoil S.r.l., è stata trasformata in società per azioni nel 2022.
È la holding del Gruppo Ludoil, che è attivo nello stoccaggio e nella distribuzione all’ingrosso e al dettaglio di prodotti derivati dal petrolio e di oli minerali, nonché nella produzione di vettori energetici alternativi, come il biometano ottenuto dalla trasformazione della FORSU.
Il Gruppo Ludoil gestisce infrastrutture critiche sul territorio italiano, riconosciute di rilevanza strategica per la sicurezza energetica nazionale ai sensi della legge italiana n. 239 del 2004. Inoltre, tramite le società controllate Sodeco S.r.l. e Gala Logistica S.r.l., è iscritta nella short list dell’Organismo Centrale di Stoccaggio Italiano (OCSIT) in riferimento alla normativa sulla tenuta delle scorte di sicurezza.

## Acquisto Compagnia Italpetroli S.p.A
Nel 2016 il Gruppo ha acquisito da UniCredit tutti gli asset petroliferi della Compagnia Italpetroli, fondata negli anni 60' da Franco Sensi

## Acquisto L'Espresso Media S.p.A
Nel 2023 Ludoil Energy ha acquisito L’Espresso Media S.p.A., diventando la società editrice del settimanale L’Espresso, storica testata fondata a Roma nel 1955 da Arrigo Benedetti ed Eugenio Scalfari. Dal 2024 il direttore della testata è Emilio Carelli.